# Tag (film 2015)
Tag è un film del 2015, diretto da Sion Sono.
È il remake di Riaru onigokko del 2008 ed entrambi i film sono basati sull'omonima novella di Yûsuke Yamada.

## Trama
La liceale Mitsuko sta scrivendo mentre è in un pullman, in gita con le sue compagne di classe. Chinatasi per raccogliere la penna che le era stata fatta cadere da un'altra ragazza, Mitsuko si salva per miracolo da un'onda d'energia che taglia il pullman e tutte le altre persone al suo interno a metà. Terrorizzata, la ragazza fugge via e assiste impotente alla morte di altre persone per mano della medesima energia. Ritrovatasi in un lago, Mitsuko è circondata da cadaveri: prende dunque la divisa pulita di un'altra ragazza per sostituire la sua, che è completamente sporca di sangue. Continuando a fuggire, la ragazza ritrova tuttavia tutte le compagne che credeva morte: spaesata e terrorizzata, Mitsuko viene consolata da una di loro che la accompagna in una scuola che tuttavia non riconosce. Le due ragazze e altre due amiche marinano la scuola per alcune ore per godersi del divertimento spensierato nella natura.
Ritornate in classe, le ragazze si ritrovano oggetto di una carneficina perpetuata dalla loro insegnante, che uccide tutte con un'arma da fuoco automatica. Mitsuko sopravvive e scappa via, scoprendo presto che tutte le docenti dell'istituto stanno cercando di uccidere tutte le loro studentesse. La ragazza riesce a scappare in città ed a rifugiarsi presso una stazione di polizia: qui scopre tuttavia di aver cambiato identità. Reincarnatasi nel corpo di una venticinquenne, Mitsuko (che ora viene chiamata Keiko) viene accompagnata in un luogo dove si tengono i preparativi per il suo matrimonio. Ad attenderla qui c'è l'amica di sempre Aki, che intende tuttavia aiutarla ad uccidere tutti coloro che la circondano per sventare un diabolico piano nei suoi confronti. Dopo aver ucciso alcune persone e armato Mitsuko con una bottiglia rotta, Aki lascia che vada in chiesa: qui la ragazza si ritrova nel mezzo di un'orgia di donne in intimo che vogliono darla in sposa ad un uomo con la faccia di un maiale.
Mitsuko reagisce uccidendo il maiale e attaccando altre presenti: lei e Aki si ritrovano presto a lottare contro due figure vestite di nero e perfino contro la forza assassina che aveva tagliato in due il bus. Presto la ragazza si reincarna in una nuova identità: questa volta è un'atleta che sta correndo insieme alle amiche di sempre e ad altre donne in un evento ripreso dalla televisione, tuttavia anche qui le forze che l'hanno perseguitata precedentemente fanno irruzione. Dopo aver affrontato altri mondi dall'apparenza sovrannaturale, la ragazza scopre la realtà: la vera Mitsuko è morta molti anni prima, lei è un esperimento creato a partire dal suo DNA e finora ha vissuto in un violento videogioco. Ritrovatasi nel mondo reale, la ragazza viene quasi obbligata ad un rapporto sessuale con un uomo da parte del videogamer che stava giocando con lei: Mitsuko tuttavia si ribella, finisce con uccidere colui con cui avrebbe dovuto accoppiarsi e infine per uccidere se stessa. Contemporaneamente, tutte le Mitsuko del videogioco muoiono con lei.

### Accoglienza
Sull'aggregatore Rotten Tomatoes il film riceve il 92% delle recensioni professionali positive con un voto medio di 6,9 su 10 basato su 13 critiche.